# Campeonato manomanista 2011
La LXVI edición del Campeonato manomanista, máxima competición de pelota vasca en la variante de pelota mano profesional de primera categoría, se disputó en el año 2011. Está organizada por la LEPM (Liga de Empresas de Pelota Mano), compuesta por las dos principales empresas dentro del ámbito profesional de la pelota mano, Asegarce y ASPE.

## Pelotaris
| - Pelotaris de Asegarce: - Olaizola I (1/4) - Patxi Ruiz (1/4) - Bengoetxea VI (1/8) - Olaizola II (1/8) - Albisu (1/16) - Arretxe II (1/16) - Beloki (1/16) - Urrutikoetxea (1/16) |  | - Pelotaris de ASPE: - Martínez de Irujo (1/4) - Xala (1/4) - Retegi Bi (1/8) - Gonzalez (1/8) - Aritz Lasa (1/16) - Beroiz (1/16) - Idoate (1/16) - Merino II (1/16) |

## Formato del torneo y participantes
El manomanista de 2011 tiene la participación de 16 pelotaris, siendo la mitad de la empresa ASPE y la otra mitad de Asegarce. Respecto a la edición de 2010 repitieron 7 de los 8 pelotaris que participaron en aquella edición. La ausencia es la de Abel Barriola, que se perderá la edición de 2011, ya que tiene prevista una intervención quirúrgica para poner fin a sus problemas en la muñeca.
En la primera fase del torno, 1/16 de final, entrarán en el torneo los pelotaris debutantes. La empresa Asegarce presenta a 4 pelotaris que debutan en el Campeonato manomanista, 2 delanteros y 2 zagueros. Son el delantero guipuzcoano Aritz Lasa, ganador del Campeonato manomanista de segunda de 2010; el zaguero navarro Mikel Beroiz, subcampeón del manomanista de 2ª en 2010 y campeón de 2009; el delantero navarro Mikel Idoate campeón del 4 y 1/2 de Segunda en 2010 y el zaguero riojano David Merino, Merino II, finalista del 4 y 1/2 de Segunda de 2010. Aspe presenta también a 2 debutantes, el zaguero guipuzcoano Jon Ander Albisu y el delantero vizcaíno Mikel Urrutikoetxea. Junto a ellos entran en 1/16 de final Iker Arretxe, Arretxe II, que jugó la edición de 2010 como sustituto de última hora y el veterano campeón Rubén Beloki.
A estos pelotaris esperan en 1/8 de final Bengoetxea VI, Olaizola II, Retegi Bi y González. 
Los semifinalistas de 2010 (Olaizola I, Xala, Patxi Ruiz y Martínez de Irujo) actuarán como cabezas de serie del torneo entrando en liza en cuartos de final. En octavos de

## Fase previa
| Fecha    | Frontón y localidad              | Rojo      | Azul   | Tanteo |
| -------- | -------------------------------- | --------- | ------ | ------ |
| 8/04/11  | Remontival, Estella              | Pascual   | Idoate | 9-22   |
| 15/04/11 | Soraluze, Placencia de las Armas | Laskurain | Idoate | 10-22  |

## Dieciseisavos de final
| Fecha    | Frontón y localidad     | Rojo          | Azul       | Tanteo |
| -------- | ----------------------- | ------------- | ---------- | ------ |
| 23/04/11 | Municipal de Haro, Haro | Urrutikoetxea | Beroiz     | 22-18  |
| 23/04/11 | Labrit, Pamplona        | Beloki        | Idoate     | 4-22   |
| 24/04/11 | San Lorenzo, Ezcaray    | Albisu        | Merino II  | 21-22  |
| 25/04/11 | Astelena, Éibar         | Arretxe II    | Aritz Lasa | 16-22  |

## Octavos de final
| Fecha    | Frontón y localidad                  | Rojo          | Azul          | Tanteo |
| -------- | ------------------------------------ | ------------- | ------------- | ------ |
| 29/04/11 | Sébastien González, Ascain           | González      | Idoate        | 19-22  |
| 30/04/11 | Labrit, Pamplona                     | Olaizola II   | Merino II     | 22-5   |
| 30/04/11 | Amorebieta-Echano, Amorebieta-Echano | Retegi Bi     | Urrutikoetxea | 22-12  |
| 1/05/11  | Astelena, Éibar                      | Bengoetxea VI | Aritz Lasa    | 22-10  |

## Cuartos de final
| Fecha    | Frontón y localidad | Rojo              | Azul          | Tanteo |
| -------- | ------------------- | ----------------- | ------------- | ------ |
| 7/05/11  | Labrit, Pamplona    | Olaizola I        | Idoate        | 8-22   |
| 8/05/11  | Astelena, Éibar     | Xala              | Retegi Bi     | 22-12  |
| 14/05/11 | Bizkaia, Bilbao     | Martínez de Irujo | Olaizola II   | 18-22  |
| 15/05/11 | Labrit, Pamplona    | Patxi Ruiz        | Bengoetxea VI | 6-22   |

## Semifinales
| Fecha    | Frontón y localidad      | Rojo        | Azul          | Tanteo |
| -------- | ------------------------ | ----------- | ------------- | ------ |
| 21/05/11 | Labrit, Pamplona         | Xala        | Idoate        | 22-19  |
| 29/05/11 | Atano III, San Sebastián | Olaizola II | Bengoetxea VI | 22-15  |

## Final
| Fecha   | Frontón y localidad | Rojo        | Azul | Tanteo |
| ------- | ------------------- | ----------- | ---- | ------ |
| 3/07/11 | Bizkaia, Bilbao     | Olaizola II | Xala | 19-22  |